# والتر یانسن
والتر یانسن (آلمانی: Walter Janssen؛ ‏ ۷ فوریهٔ ۱۸۸۷ – ۱ ژانویهٔ ۱۹۷۶) یک هنرپیشه و کارگردان اهل آلمان بود. وی بین سال‌های ۱۹۱۷ تا ۱۹۷۰ میلادی فعالیت می‌کرد.
از فیلم‌هایی که وی در آن نقش داشته است، می‌توان به شیطان در شب آمد، کمدین‌ها، اپیزود، سرنوشت، پتر کبیر و شهر آوازه‌خوانی اشاره کرد.